# ルイス・フィリペ (ブラガンサ公)
ルイス・フィリペ（ポルトガル語: Luís Filipe、1887年3月21日 - 1908年2月1日）は、ブラガンサ朝のポルトガル国王（在位：1908年2月1日のうち約20分、後述するが、国王と見ず王太子のまま逝去したとする見方も多い）。

## 生涯
1887年3月21日、カルロス1世の長男としてリスボンに生まれる。母親はオルレアン家出身のアメリア王妃である。
1908年2月1日、父王カルロス1世や他の王族とともに馬車でコメルシオ広場付近を通りかかった時に急進的共和主義者の民衆により襲撃され、父王は即死した。この時点で王位は法定推定相続人であるルイス・フィリペが継承したことになるが、彼もまた襲撃された際に重傷を負い、約20分後に崩御した。すなわちこの、襲撃され負傷してから崩御するまでの約20分間が、ルイス・フィリペが王位に就いていた期間であり、2024年時点で世界一在位していた時間の短い君主である。
なお、在位期間が20分間と短い上、状況が状況であったために正式な即位式を経たわけでもないので、ルイス・フィリペを短時間ながら国王であったと見るか、王太子であり即位する前に逝去したと見るか、意見は分かれるところである。一般には国王であったと見る説が有力であり、『ギネス・ブック』にも「もっとも在位していた時間が短い王」として記録されている。
ルイス・フィリペの死後、襲撃された際に負傷したものの生き残ったルイス・フィリペの弟マヌエルが王位に就いた。